# بیلی کول
بیلی کول (انگلیسی: Billy Coole; ۲۷ ژانویهٔ ۱۹۲۵ – ۱۲ آوریل ۲۰۰۱) بازیکن فوتبال اهل بریتانیا بود.
از باشگاه‌هایی که در آن بازی کرده‌است می‌توان به باشگاه فوتبال منزفیلد تاون، باشگاه فوتبال نوتس کانتی، و باشگاه فوتبال بارو اشاره کرد.